# The Wild, the Willing and the Innocent
Albums de UFO
No Place to Run
(1980) Mechanix
(1982)
Singles
1. Couldn't Get It Right
Sortie : octobre 1980
2. Lonely Heart
Sortie : janvier 1980

The Wild, the Willing and the Innocent est le neuvième album studio du groupe de hard rock anglais, UFO. Il est sorti en 
janvier 1981 sur le label Chrysalis et a été produit par le groupe.

## Historique
Cet album fut principalement enregistré dans les studios AIR de Londres, et est le premier album avec Neil Carter (ex - Wild Horses) qui remplace Paul Raymond parti rejoindre le Michael Schenker Group.
Cet album se classera à la 19e place des charts anglais  et à la 77e place du Billboard 200 américain.
La pochette est signée, comme la plupart des albums du groupe, par Hipgnosis.

## Liste des titres
| 1. | Chains Chains                          | Phil Mogg, Pete Way | 3:24 |
| 2. | Long Gone                              | Mogg, Paul Chapman  | 5:17 |
| 3. | The Wild, the Willing and the Innocent | Mogg, Chapman       | 4:57 |
| 4. | It's Killing Me                        | Mogg, Way           | 4:29 |

| 5. | Makin' Moves           | Mogg, Chapman      | 4:43 |
| 6. | Lonely Heart           | Mogg, Chapman, Way | 5:00 |
| 7. | Couldn't Get It Right  | Mogg, Chapman, Way | 4:33 |
| 8. | Profession of Violence | Mogg, Chapman      | 4:22 |

| 9.  | Long Gone (Live at Hammersmith Odeon, London, 29-01-1981)    | Mogg, Chapman      | 5:29 |
| 10. | Lonely Heart (Live at Hammersmith Odeon, London, 29-01-1981) | Mogg, Chapman, Way | 5:35 |
| 11. | Making Moves (Live at Hammersmith Odeon, London, 29-01-1981) | Mogg, Chapman      | 5:42 |

## Musiciens
- Phil Mogg: chant
- Andy Parker: batterie, percussions
- Pete Way: basse
- Paul Chapman: guitares
- Neil Carter: claviers, guitare, chœurs

## Charts

### Album
| Pays                          | Durée du classement | Meilleur classement | Date            |
| ----------------------------- | ------------------- | ------------------- | --------------- |
| États-Unis (Billboard 200)    | 11 semaines         | 77e                 | 21 février 1981 |
| Royaume-Uni (UK Albums Chart) | 5 semaines          | 19e                 | 18 janvier 1981 |
| Suède (Sverigetopplistan)     | 2 semaines          | 27e                 | 13 février 1981 |

### Single
| Single       | Chart              | Durée du classement | Position | Date            |
| ------------ | ------------------ | ------------------- | -------- | --------------- |
| Lonely Heart | (UK Singles Chart) | 5 semaines          | 41e      | 18 janvier 1981 |